# Studentenviertel Oberwiesenfeld

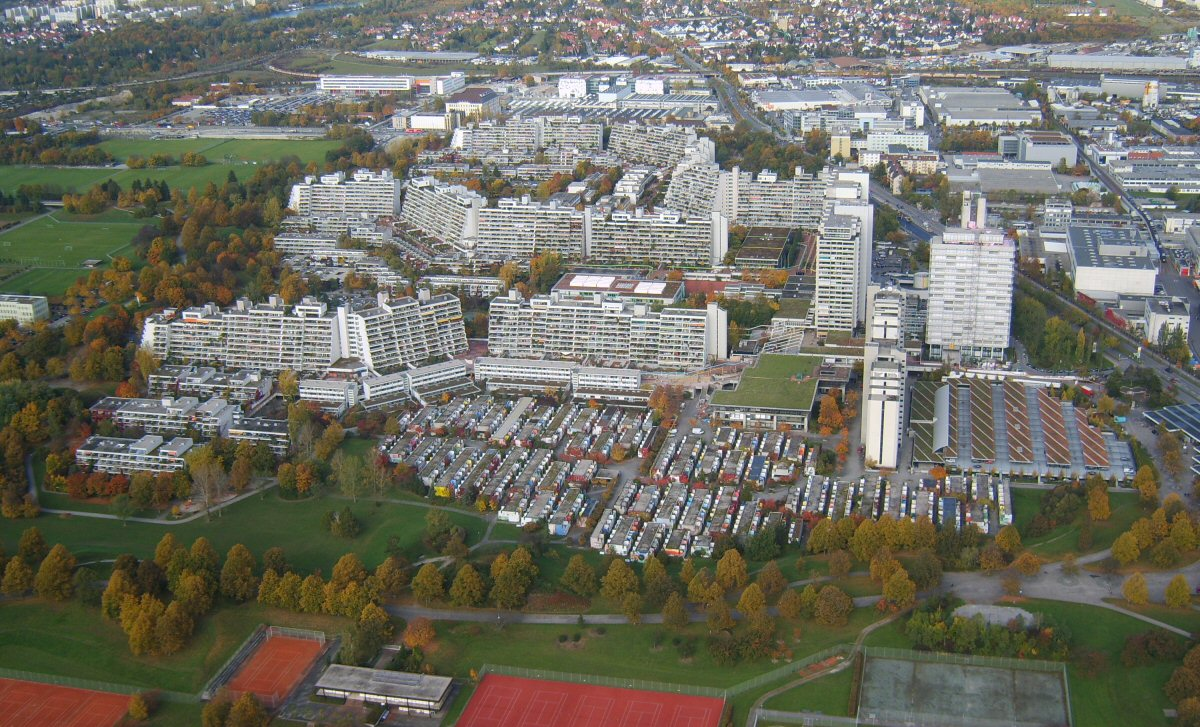
Das olympische Dorf vom Olympiaturm aus gesehen, im Vordergrund die Bungalows, Familienappartements und Hochhäuser (rechts) des Studentenviertels

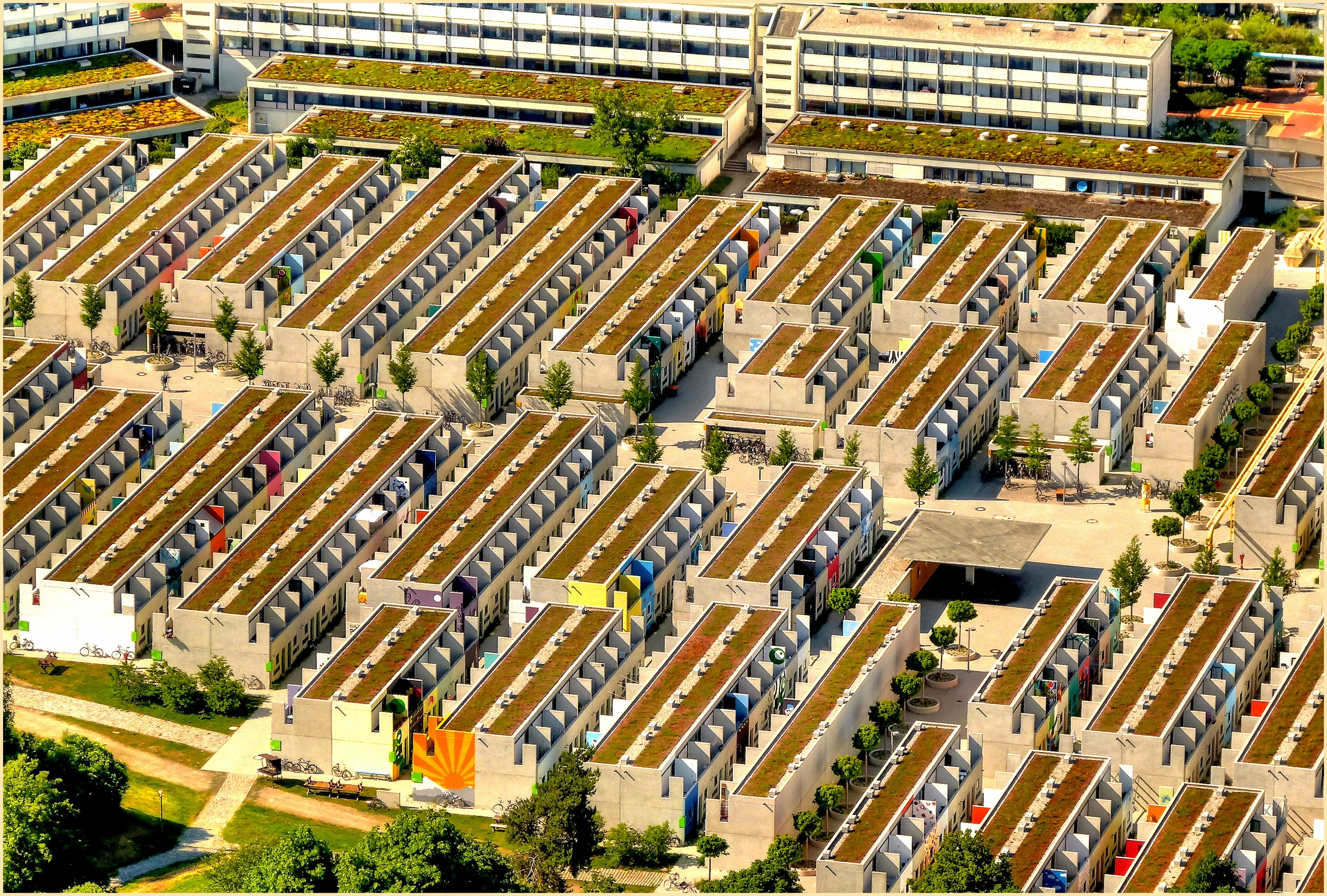
Studentenwohnungen

Das Studentenviertel Oberwiesenfeld, umgangssprachlich auch kurz als Studentendorf oder wegen seiner Lage im Olympiapark kurz als Olydorf bezeichnet, ist eine Studentenwohnanlage in München. Sie befindet sich auf dem ehemaligen Gelände des Olympischen Dorfes der XX. Olympischen Spiele 1972 in München. Nach der Studentenstadt Freimann ist sie mit derzeit ca. 1953 Bewohnern die zweitgrößte Wohnanlage des Studentenwerks München.

## Lage
Das Studentenviertel Oberwiesenfeld ist ein Teil des ehemaligen olympischen Dorfs, das sich im Norden Münchens im Am Riesenfeld im Stadtbezirk 11 Milbertshofen-Am Hart zwischen dem Mittleren Ring (Georg-Brauchle-Ring bzw. Landshuter Allee), der Moosacher Straße und der Lerchenauer Straße befindet. Die Wohnanlage ist in den Olympiapark eingebettet und grenzt an die Zentrale Hochschulsportanlage (ZHS) sowie das Sportzentrum der Technischen Universität München an. In unmittelbarer Nachbarschaft befindet sich außerdem das BMW-Stammwerk mit dem dazugehörigen BMW-Museum und der BMW-Welt.
Die Straßen des olympischen Dorfes wurden nach Pionieren des olympischen Sportes benannt. Durch das Studentenviertel führen der Helene-Mayer-Ring und die Connollystraße.

## Geschichte
Das Olympiadorf wurde im Rahmen der XX. Olympischen Spiele 1972 in München erbaut. Neben fünf Bauträgergesellschaften, die das olympische Dorf der Männer errichteten (Oberdorf), beauftragte das Studentenwerk München die Münchner Architekten Günther Eckert und Werner Wirsing mit der Errichtung eines Studentenwohnheims, das während der Olympischen Spiele vom Organisationskomitee als olympisches Dorf der Frauen genutzt wurde. Die Bungalows im Süden werden noch heute als Studentenwohnheim genutzt und zur Unterscheidung von der Studentenstadt Freimann als Studentenviertel oder Studentendorf bezeichnet. Auch ein Hochhaus und einige der Terrassenbauten werden als Studentenwohnheim genutzt. Ab Frühjahr 2007 wurden über einen Zeitraum von drei Jahren die Bungalows abschnittsweise abgerissen und denkmalgerecht neuerrichtet, da eine Sanierung im Bestand kaum günstiger gewesen wäre. Von den alten Bungalows wurden 12 original erhalten und saniert. Der Wiederbezug der Bungalows erfolgte im Jahr 2009/2010. Durch eine Reduzierung der Gebäudebreite von ursprünglich 4,20 m auf 3,15 m erhöhte sich die Zahl der Bungalows von 800 auf 1052. Die Gesamtzahl der Wohneinheiten im Studentenviertel erhöhte sich damit auf 1953.
Der Name geht darauf zurück, dass das Gebiet sich auf dem Oberwiesenfeld befindet.

## Wohnen

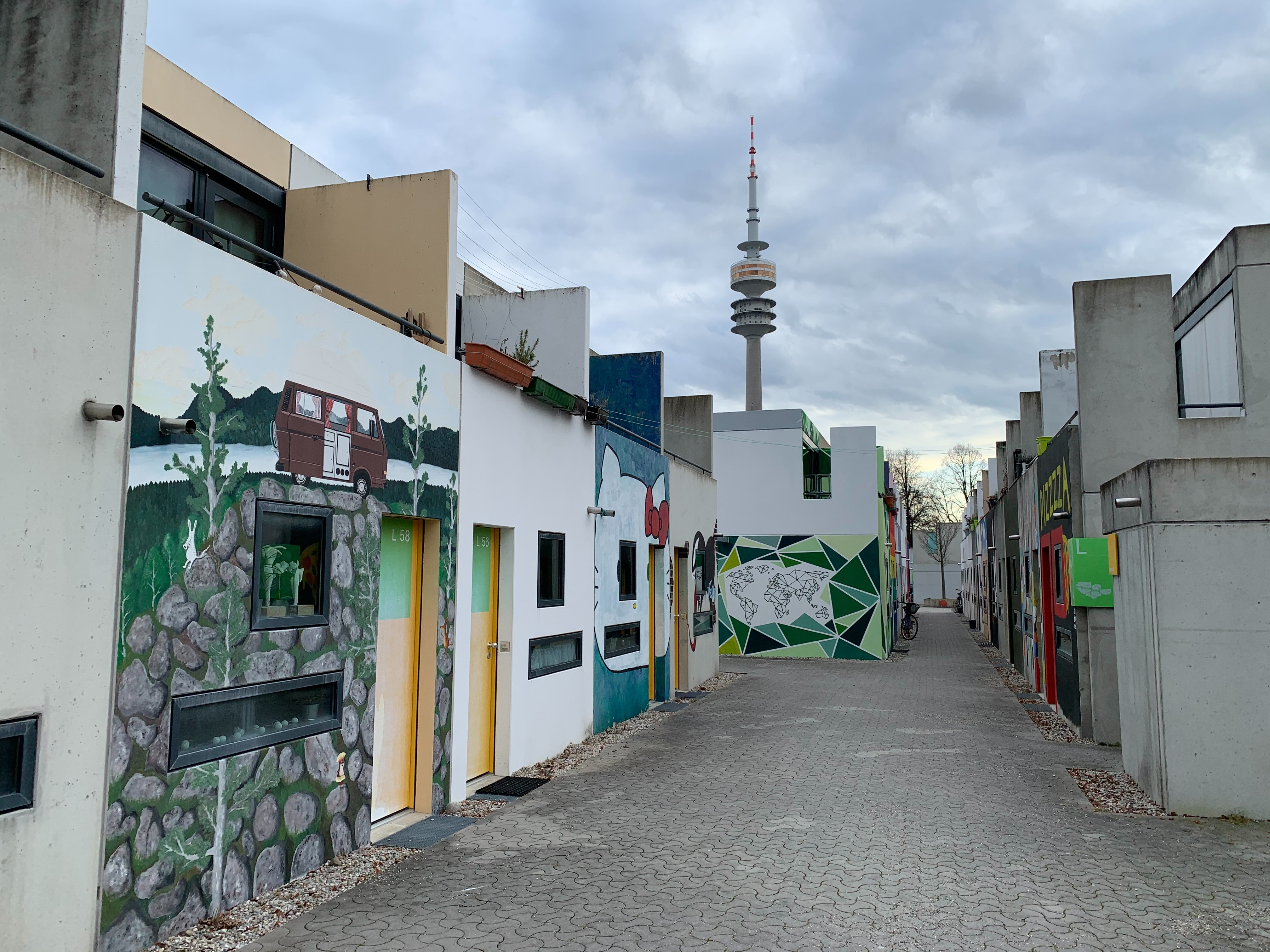
Bungalows mit Bemalung (Februar 2021)

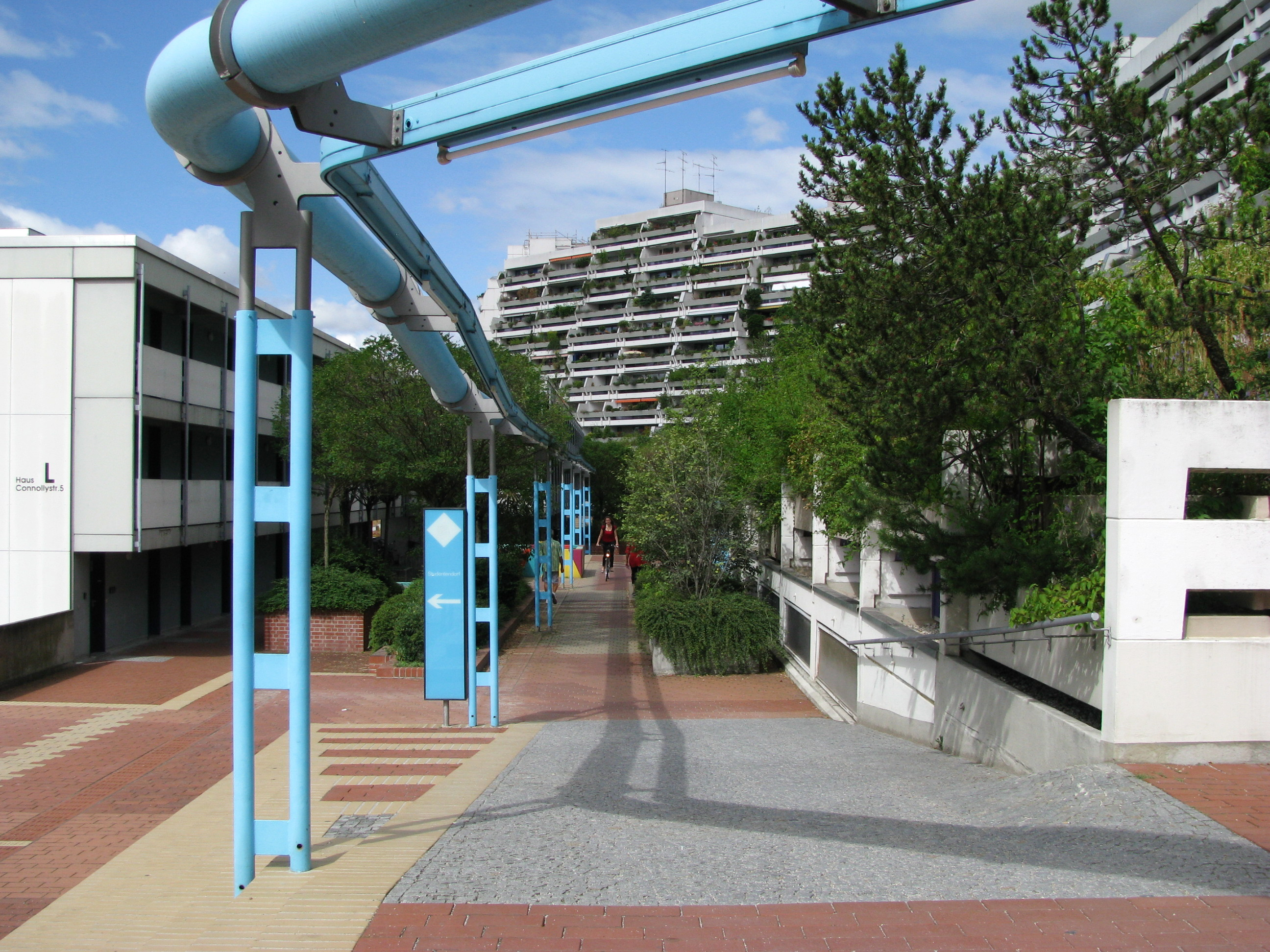
Connollystraße (Juli 2013)

Das von Studenten genutzte Olydorf besteht aus drei Wohnbereichen.
Zum einen sind dies die 1052 (früher 800) Einzelbungalows. Charakteristisch war die Bemalung der Bungalow-Haustüren und -Fassaden, die ein Ausdruck europäischer Jugendkultur war. Durch die Sanierung der Bungalows für die Leichtathletik-Europameisterschaften 2002, als das Studentendorf zeitweise wieder von Sportlern bewohnt wurde, wurden u. a. die Türen ausgetauscht, die Bemalung ging deshalb teilweise verloren. Die Bungalows waren vor Beginn der Sanierungsarbeiten eine unter Studenten äußerst populäre Wohnform. Die mit Stahlbetonfertigteilen neu aufgebauten Minihäuser orientieren sich wesentlich an den Originalbungalows von 1972. In die Planung zur Neuerrichtung der Bungalows war mit Werner Wirsing einer der alten Architekten miteinbezogen. Den Bewohnern steht eine zweigeschossige Maisonettewohnung zur Verfügung, die über Kochzeile, Bad und Balkon verfügt. Außerdem hat jeder neue Bewohner wiederum das Recht, die Fassade seines Bungalows selbst zu gestalten.
Im Hochhaus (Haus A und B) am Helene-Mayer-Ring 7 leben 801 Studenten in Einzelappartements, jeweils mit eigener Kochzeile, Bad und nach dem Umbau ohne Balkon. Nach dem Wiederbezug der Bungalows wurde von 2010 bis 2012 das Hochhaus saniert.
Hinzu kommen rund 100 Wohneinheiten in Familienappartements in der Connollystraße 7 bis 11, die von jungen Familien mit oder ohne Kind bewohnt werden.

## Studentische Selbstverwaltung
Die Wohnanlage „Olydorf“ wird durch Studenten in Zusammenarbeit mit dem Studentenwerk München selbst verwaltet. Zu diesem Zweck werden jedes Semester Haussprecher von den Bewohnern direkt gewählt. Um das Gemeinschaftsleben attraktiver zu gestalten, wurde außerdem 1974 der Verein der Studenten im Olympiazentrum e. V. gegründet.

## Gemeinschaftszentrum
Die Alte Mensa der Olympioniken dient heute vor allem als Gemeinschaftszentrum der Studenten. In dem Gebäude gibt es mehrere von Studenten betriebene Einrichtungen. Dazu zählen insbesondere die OlyDisco, die Bierstube, das Cafe CO2, das Studentenkino Olywood sowie verschiedene Werkstätten. Zudem wird das gesamte Gemeinschaftszentrum alljährlich für den Studentenfasching Olympialust genutzt. Nach Abschluss des Faschings 2010 ist eine Generalsanierung des Gemeinschaftszentrums geplant.

## Verkehrsanbindung
Das Olydorf ist durch eine U-Bahn-Linie und drei Buslinien erschlossen. Die Münchner U-Bahn-Linie U3 besitzt die Haltestellen Olympiazentrum im Osten und Oberwiesenfeld im Norden der Anlage. In Ost-West-Richtung  verkehrt nördlich die Metrobuslinie 50. In Nord-Süd-Richtung verkehrt östlich des Studentendorfes die Stadtbuslinie 173 sowie die Stadtbuslinie 180 und an Wochenenden die Nachtlinie N46.